# Макроеволюция
Макроеволюция е еволюция, която протича в отделни генофондове. Обект на макроеволюционните изследвания са еволюцонните процеси на или над ниво вид, за разлика от микроеволюцията, която обозначава по-малки еволюционни промени (обикновено описвани като промени в алелните честоти) в рамките на един вид или една популация.
Процесът на възникване на нови видове може да попадне в обсега и на микро-, и на макроеволюцията, в зависимост от силите, които се смята, че го движат. Палеонтологията, еволюционната биология на развитието, сравнителната геномика и геномната филостратиграфия са полетата на научни изследвания, които дават доказателства за характерните особености и за процесите, които могат да бъдат класифицирани като макроеволюция. Пример за макроеволюция е появата на пера по време на еволюцията на птиците от една група динозаври (подотдел Theropoda).
Макроеволюцията като явление се приема от почти всички представители на научната общност, с изключение на малобройна група учени, които оспорват нейното съществуване или степента на реалното ѝ действие. Вижданията на тази група учени често са свързани с антиеволюционата позиция на религиозни общности, които се опитват да направят разлика между микро- и макроеволиция, изказвайки разнообразни хипотези, които не се приемат за научни от научните организации, една от които е Американската асоциация за научен прогрес 

## Произход на термина
Термините „микроеволюция“ и „макроеволюция“ се появяват за пръв път през 1927 г. в труда на руския ентомолог Юри Филипченко „Variabilität und Variation“ (в превод от оригинала на немски език – „Изменчивост и вариране“). От възникването на двата термина тяхната дефиниция е претърпяла множество редакции и дори тяхната употреба се избягва от учените, които предпочитат да говорят за биологичната еволюция като един-единствен процес.

## Макроеволюцията в контекста на съвременната теория за еволюцията
В съвременната теория за еволюцията, макроеволюцията се разбира като общо следствие на микроеволюцията. Разликата между микро- и макроеволюцията не е фундаментална, а се дължи единствено на времето и мащаба. Времето обаче не е задължителен разграничителен фактор – възможно е макроеволюция да настъпи без постепенно натрупване на малки промени, например при дупликация на целия геном.
Макроеволюцията със сигурност представлява еволюция на или над ниво вид. В научните среди остава спорен въпросът, дали тя е краен продукт на микроеволюционните процеси или освен това съществува и друг набор от процеси, които водят до промени и белези от по-висок порядък.

## Критика на макроеволюцията
Терминът „макроеволюция“ често се употребява в контекста на спора „Сътворение или еволюция?“ от креационистите, които твърдят, че съществува съществена разлика между еволюционните промени, наблюдавани в полеви или лабораторни условия и мащабните макроеволюционни промени, за които според тях учените вярват, че са били нужни хиляди или милиони години. С други думи, креационистите приемат, че еволюционните промени са възможни в рамките на видовете (в смисъла на „микроеволюция“), но отричат възможността един вид да еволюира в друг (т.е. „макроеволюцията“).